# Penelopides manillae
El cálao chico de Luzón (Penelopides manillae) es una especie de ave coraciforme de la familia Bucerotidae endémica del archipiélago filipino, en concreto de las islas de Luzón, Marinduque y Catanduanes; no se reconocen subespecies.

## Galería

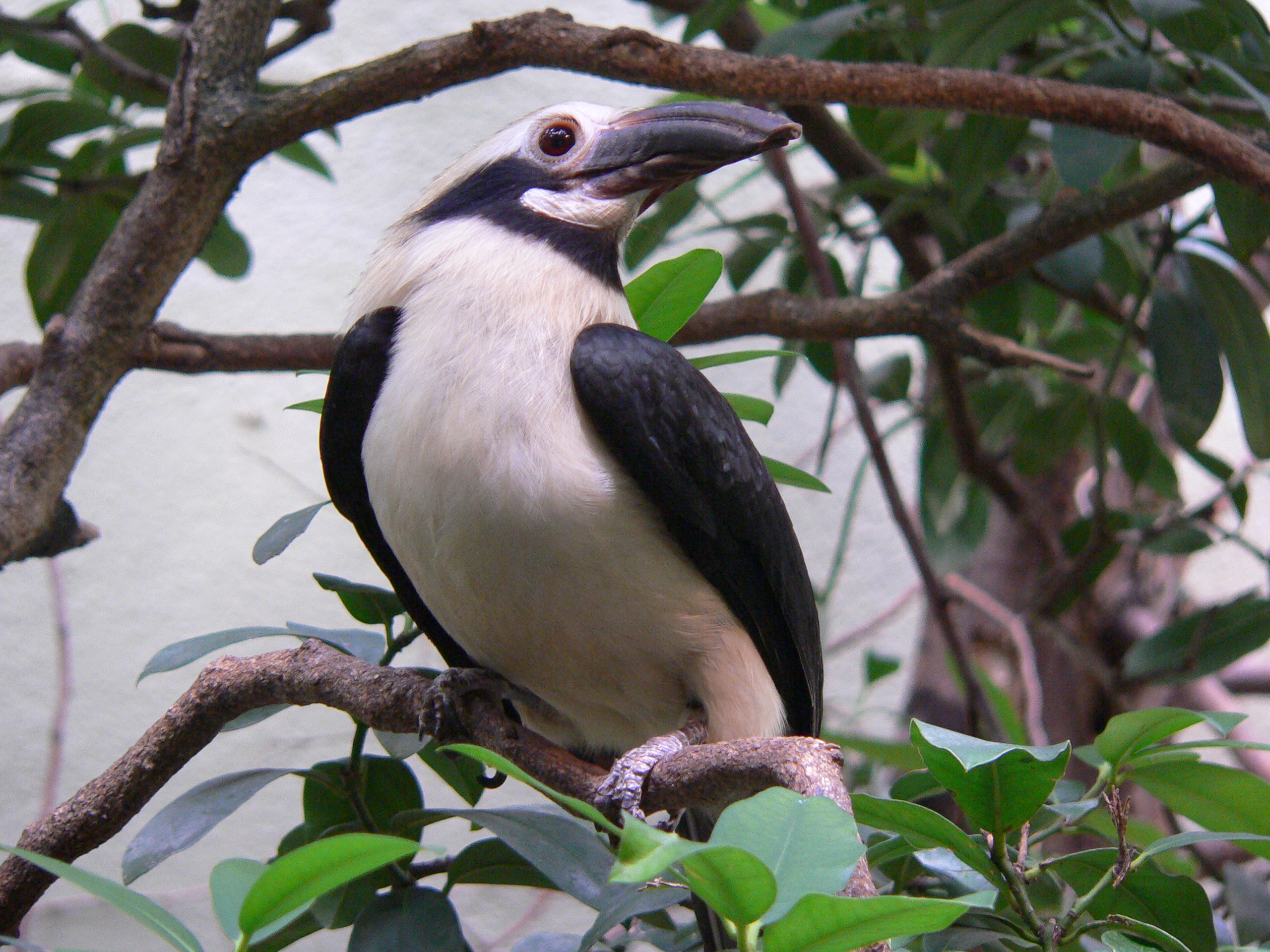
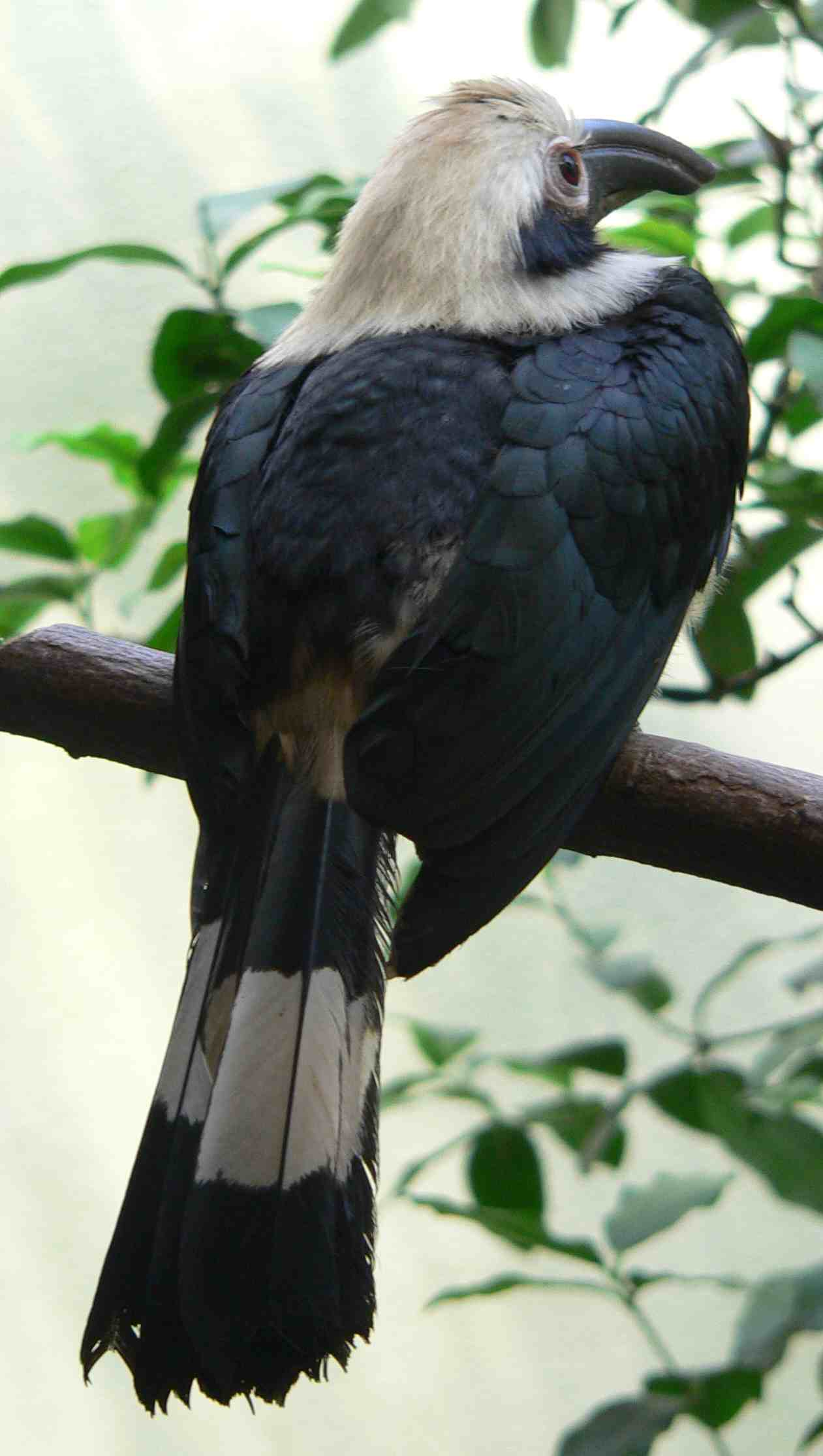